# 伊戸重樹
伊戸 重樹（いど しげき、男性、1985年5月27日 - ）は、滋賀県長浜市出身のバスケットボール指導者、選手である。

## 来歴
大谷高校からびわこ成蹊スポーツ大学に進学。大学では毎試合およそ30得点を挙げ、4年次には関西学生バスケットボールリーグ2部の優秀選手に選ばれた。
しかしbjリーグのトライアウトにおいて最終選考まで進むも落選し、実業団チームのイカイレッドチンプスや、リンク栃木ブレックスの下部組織でプレイした。
2010年7月に滋賀レイクスターズのチームトライアウトを受験し、練習生となる。2011年のbjリーグドラフト会議にて育成6位でに指名され、選手契約を結んだ。
2011-12シーズンはレギュラーシーズン52試合中18試合に出場、出場時間は56分であった。
2012-13シーズン開幕前の2012年8月上旬に半月板損傷を発症してしまう。シーズン開幕には間に合い、12月22日の高松ファイブアローズ戦ではシーズン初得点を挙げたものの、出場試合数11、出場時間13分と前シーズンの成績を下回った。シーズン終了後の6月に引退を表明し、レイクスターズバスケットボールスクールのコーチとチーム育成アドバイザーに就任した。
2014-15シーズンより現役に復帰し、埼玉ブロンコスに入団した。

## 成績
| シーズン | チーム | GP | GS | MPG  | FG%  | 3P%  | FT%  | RPG | APG | SPG | BPG | TO  | PPG |
| -------- | ------ | -- | -- | ---- | ---- | ---- | ---- | --- | --- | --- | --- | --- | --- |
| 2011-12  | 滋賀   | 18 | 0  | 3    | .217 | .250 | .900 | 0.2 | 0.2 | 0.1 | 0   | 0.2 | 1.2 |
| 2012-13  | 滋賀   | 11 | 0  | 1    | .600 | 0    | 0    | 0   | 0   | 0.1 | 0   | 0   | 0.9 |
| 2014-15  | 埼玉   | 45 | 7  | 12.0 | .336 | .351 | .800 | 1.3 | 0.8 | 0.5 | 0.0 | 0.6 | 2.9 |
| 通算     |        | 74 | 7  |      |      |      |      |     |     |     |     |     |     |